# Raffaele Cattaneo
Raffaele Cattaneo (Rovigo, 18 gennaio 1861 – Venezia, 6 dicembre 1889) è stato un architetto e storico dell'architettura italiano. Fu un accurato studioso ed un architetto di quella generazione che riteneva il medioevo ed il primo rinascimento i periodi migliori dell'arte, sulla scia di Camillo Boito e Pietro Selvatico. Pur partendo da una prima formazione rigorosamente classicista si convertì ad una posizione intransigente sui prodotti dei periodi successivi – e che oggi appare decisamente rigida – tanto da giudicare, per esempio, che Palladio avesse fatto «delle ville che paiono mausolei, delle chiese che sembrano sale termali, dei palazzi che sono anfiteatri e un teatro olimpico che è una parodia di un teatro antico».

## Biografia

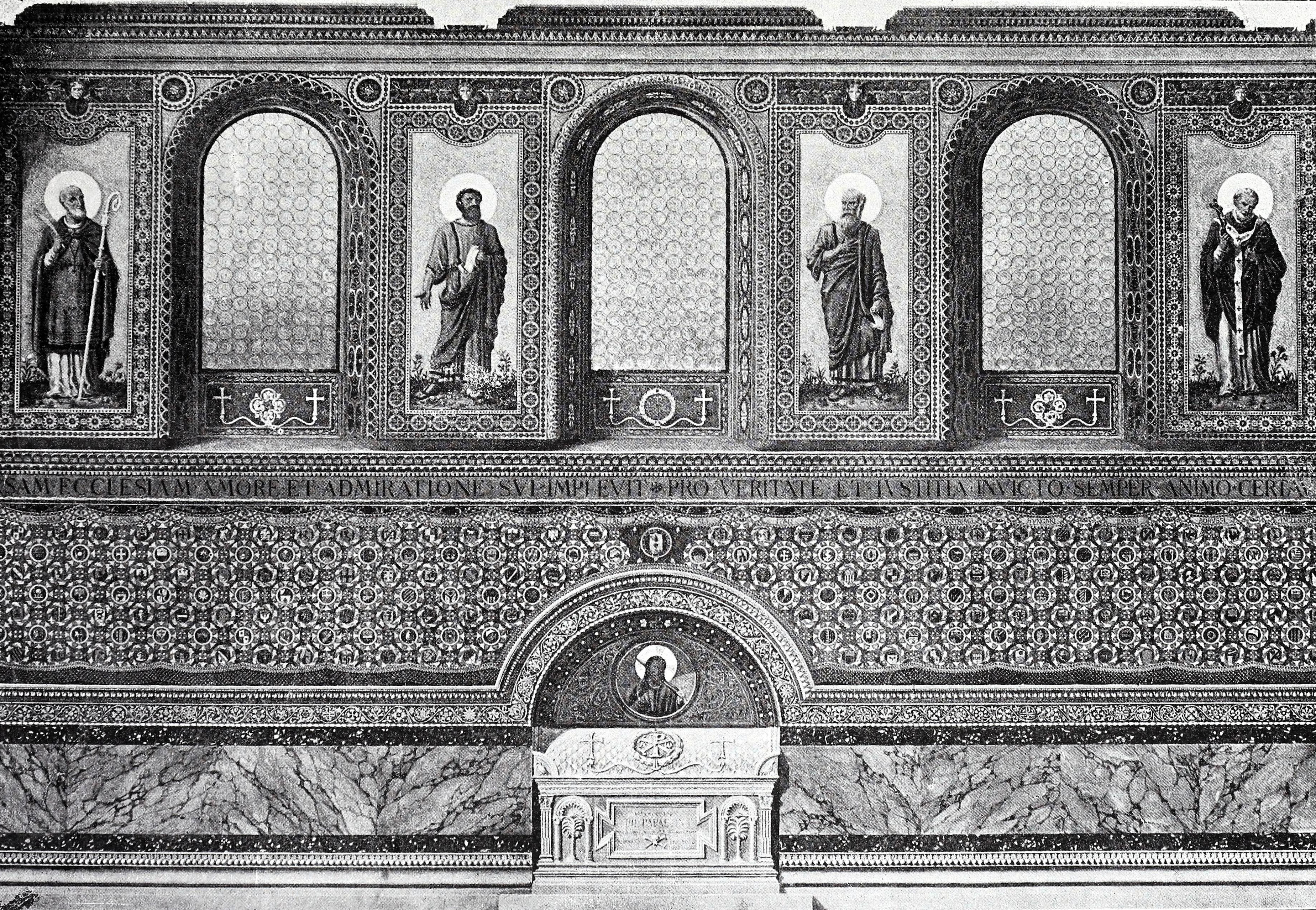
Raffaele Cattaneo, progetto per la tomba di Pio IX.

Nacque da Remigio e Angela Pertile, ultimogenito tra quattro fratelli, in una famiglia profondamente cattolica, di un buon livello culturale ma in condizioni economiche mediocri. Il padre, che proveniva da un ramo cadetto dei conti di Lendinara ed era magistrato presso la Prefettura, morì di tisi a cinquantun anni, quando Raffaele era «ancor giovanetto».
Cattaneo studiò architettura presso l’Accademia di Belle Arti di Venezia sotto la docenza di Giacomo Franco per l'architettura e Tommaso Viola per la prospettiva.  Ancora studente affiancò il professore Antonio Dall'Acqua Giusti nel corso di Storia dell'Arte e nel 1880 fu diplomato idoneo all'insegnamento del disegno architettonico. Già nel 1882 iniziò la costruzione del suo progetto in stile neogotico per il piccolo oratorio delle Carmelitane di Santa Teresa (cioè l'Istituto Zanotti) a Treviso.
Nel 1883 viene incaricato di progettare non solo la tomba di Pio IX nella basilica di S. Lorenzo fuori le Mura a Roma ma anche della ristrutturazione dell'intero nartece pelagiano in cui era posta per adattarlo a cappella funebre. Per il progetto la Commissione Pontificia di Archeologia aveva imposto di adottare lo stile bizantino ravennate, stile in cui la commissione ad acta, presieduta da Giovanni Acquaderni e su indicazione di Pietro Saccardo, era giunta a considerarlo particolarmente esperto. Nel nartece, oltre al rifacimento strutturake del soffitto con tecniche e materiali moderni, progettò accuratamente le ricche modanature di pietra di trabeazioni, colonne e capitelli, l'intarsio marmoreo del pavimento, i rivestimenti in marmo verde antico e pavonazzetto dello zoccolo – compresi i commessi multicolori inseriti nelle interruzioni – e il rivestimenti in mosaico che coprono la quasi totale superficie delle pareti compreso il sorprendente "tendaggio" su cui sono distribuiti i ben seicento stemmi dei contributori all'opera.
Nella natia Rovigo curò un restauro della Chiesa di Sant'Antonio Abate (1887) ed eresse la nuova facciata dell'oratorio dell'oratorio della Beata Vergine della Concezione in stile di ispirazione albertiana. Nel 1888 consegnò il progetto la chiesa della Madonna della Salute di Mestre, realizzata postuma quindici anni dopo, non sulla base del costoso progetto neo-bizantino originale, ma su di un altro dell'ingegnere Eugenio Mogno dichiaratamente esemplato in dimensioni maggiori sull'oratorio di Treviso – come per un doveroso omaggio a Cattaneo.
Di un altro progetto del 1889 per la decorazione di una chiesa in Friuli rimane solo la testimonianza del fratello Uberto.

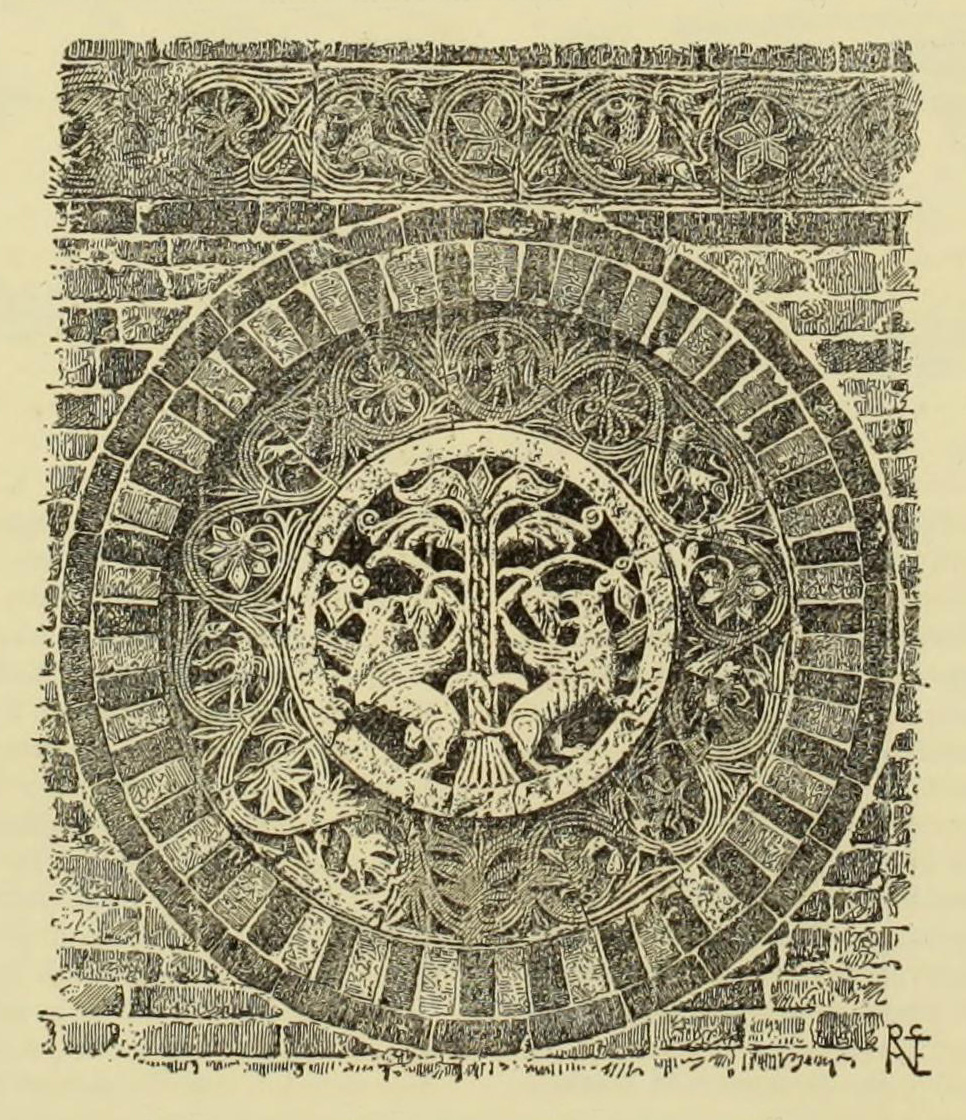
Raffaele Cattaneo, Oculo traforato dall'Abbazia di Pomposa, illustrazione autografa per La Basilica di San Marco in Venezia illustrata nella storia e nell'arte da scrittori veneziani.

Senz'altro il contributo di Cattaneo come architetto fu rilevante nonostante il breve arco della sua vita ma ancora più attuale è stata la sua attività come storico dell'architettura, che lo fa oggi inquadrare come riformatore degli studi sull'architettura e la scultura dell’alto medioevo, primo storico moderno e «[…] con risultati così avanzati che nessun lavoro successivo può arrogarsi di aver apportato un contributo più ampio e duraturo […]».

### Storia architettonica della basilica di San Marco
Nel 1985 faceva già parte della monumentale impresa diretta da Camillo Boito per l'edizione de La Basilica di San Marco in Venezia illustrata nella storia e nell'arte da scrittori veneziani pubblicata da Ferdinando Ongania tra il 1888 ed 1893. Per questa pubblicazione scrisse il lungo saggio Storia architettonica della Basilica, senz'altro uno dei più importanti dell'opera che disgraziatamente rimase incompleto per la sua repentina scomparsa: si fermò al dodicesimo secolo, cioè circa al momento dello sviluppo planimetrico attuale dell'edificio. Per lo stesso saggio Cattaneo disegnò anche alcuni accurati rilievi da edifici diversi a scopo di confronto, lasciò invece alle ottime riproduzioni fotografiche la documentazione di San Marco. Alla fine dello stesso volume è un altro scritto di Cattaneo: la scheda Dei monogrammi esistenti sulla Basilica di San Marco. Ongania in calce all'inizio del testo ricorda che era già stato scritto in precedenza, ma omette di menzionare che l'aveva commissionato per verificare le capacità dell'ancora giovane studioso prima di affidargli il saggio maggiore.
In questo breve capitolo lo storico dà prova della sua metodologia di ricerca, evitando le avventate interpretazioni, che espressamente rimprovera a Johannes David Weber. Puntò piuttosto sulla funzione di riconoscibilità del monogramma – chiaramente possibile solo dai contemporanei alla persona che andava a significare – piuttosto che alla sua lettura per decifrazione, seguendo e citando il cauto insegnamento dell'archeologo ed epigrafista Giovanni Battista de Rossi. Da rammentare che proprio con lo studio di questi monogrammi Cattaneo se ne creò uno personale che usò come firma delle proprie illustrazioni ed anche sui capitelli della cripta di Pio IX.

### Storia dell'Architettura italiana dal VI all'XI secolo

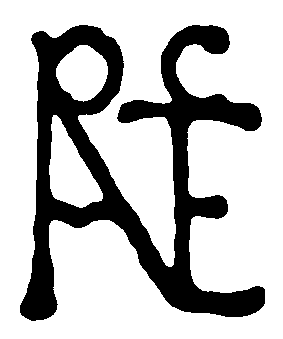
Raffaele Cattaneo, monogramma utilizzato come firma.

Componente integrante e fondamentale del suo credo fu lo studio accurato della storia dell'arte italiana o più precisamente dell'architettura e della scultura che vi era intrinsecamente legata. Infatti durante lo svolgimento delle ricerche e la redazione dei testi per La Basilica di San Marco nacque in lui la necessità di approfondire gli studi sull'architettura dal periodo alto medievale, allora sostanzialmente lacunosi. Intraprese allora diversi viaggi nel centro e nord Italia e nel sud della Francia, nonostante la scarsità di mezzi, per poter veder di persona monumenti e reperti. Raccolse così oltre agli appunti numerosi disegni e fotografie, che più tardi egli stesso scattava.
Con il materiale raccolto e ragionato pubblicò L'architettura in Italia dal VI secolo al Mille circa nel 1888, pubblicazione. L'opera riscosse immediatamente notevole fortuna tanto che fu tradotta in francese da Médéric Le Monnier e pubblicata nel 1890 e pochi anni dopo nel 1996,  tradotto dalla contessa Isabel Curtis-Cholmeley in Bermani, fu pubblicato anche in inglese.

Molto interessante è proprio la parte iniziale del libro in cui, con la sua giovanile verve polemica – appena sperimentata con i due libelli polemici sui lavori di restauro di San Francesco a Bologna – inquadrò la sua moderna opinione su come doveva esser costruita una storia dell'architettura. Dimostrando una ampia ed accurata formazione, fatta di molteplici letture, anche di testi francesi e inglesi, si espresse criticando o apprezzando chi lo aveva preceduto. 

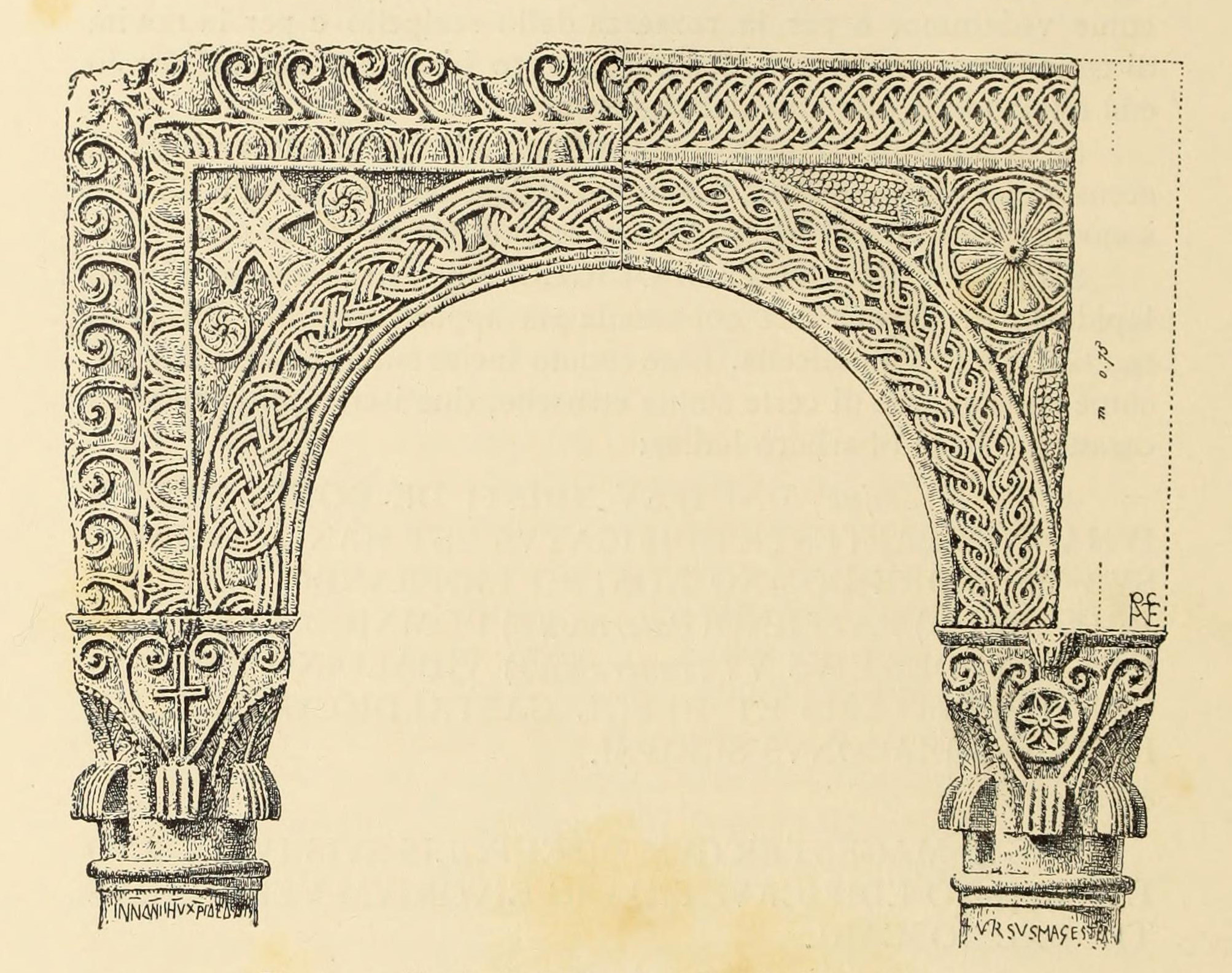
Raffaele Cattaneo, Ciborio di San Giorgio in Valpolicella, illustrazione autografa per il suo volume L'architettura in Italia dal VI secolo al Mille circa.

Nella prefazione egli stesso ricordava come osservando direttamente i monumenti studiati molto spesso ebbe ad accorgersi «[de]gli strafalcioni e [de]gli errori di certi scrittori» da cui la necessità di sviluppare un ragionamento critico autonomo. Poi per esempio nel testo e nella lunga nota iniziale dell'introduzione, sottolineando «non per vaghezza di farmi sgabello delle altrui rovine, ma per puro amore del vero» liquidò John Ruskin come autore di «un'opera di estetica trascendentale più che di arte e storia». Quanto agli storici veri, rimproverava Oscar Mothes, pur riconoscendogli una buona conoscenza per la materia nel V e VI secolo, la forzatura campanilistica di considerare gotica, cioè tedesca, l'origine dell'arte nel periodo longobardo e di fornire illustrazioni inesatte e fantasiose; al pur altrimenti stimato Pietro Selvatico rimproverava di lavorare con il vecchio metodo di studio – disgraziatamente diffuso in Italia – cioè di parlare di cose mai viste di persona: «di descrivere e di studiare spesso i monumenti non già sul luogo, ma a tavolino; non con fotografie sotto gli occhi, ma con brutte ed inesatte incisioni; non dietro appunti, fossero pur vecchi, fatti da lui stesso davanti all'originale, ma troppo spesso sopra imperfette illustrazioni di cose nostre che certi forestieri d'oltr'Alpe ci vengono di quando in quando porgendo». Non mancava anche di indicare gli storici meritevoli come Giulio Cordero di San Quintino di cui apprezzava il metodo del viaggiare e vedere, pur con carenza di illustrazioni, e di cui citava, concordando,  l'affermazione «che i Longobardi, barbari ancora quando scesero in Italia, non poterono avere nè architetti ne architettura propria […] che dalla metà del VI secolo fino alla metà dell'VIII niun' altra architettura si usò in Italia se non quella latina dei precedenti secoli IV e V e solo guasta dalla imperizia degli edificatori». Ed anche di Rohauld de Fleury commentava che per l'ampia esperienza raccolta «da[va] meno in campanelle» dii altri storici ma che «forse avrebbe evitati parecchi grossi errori e trovata la buona strada» se non si fosse perso «alla ricerca dei particolari più che altro decorativi». Nel corpo dell'opera poneva diffusamente a confronto i giudizi e le motivazioni addotte dagli altri autori, criticando o apprezzando. E qui è da notare l'apprezzamento del lavoro metodico di Melchior de Vogüé di cui riprende anche alcune argomentazioni ed illustrazioni sull'archeologia bizantina in Siria, area in cui Cattaneo non aveva potuto spingersi.

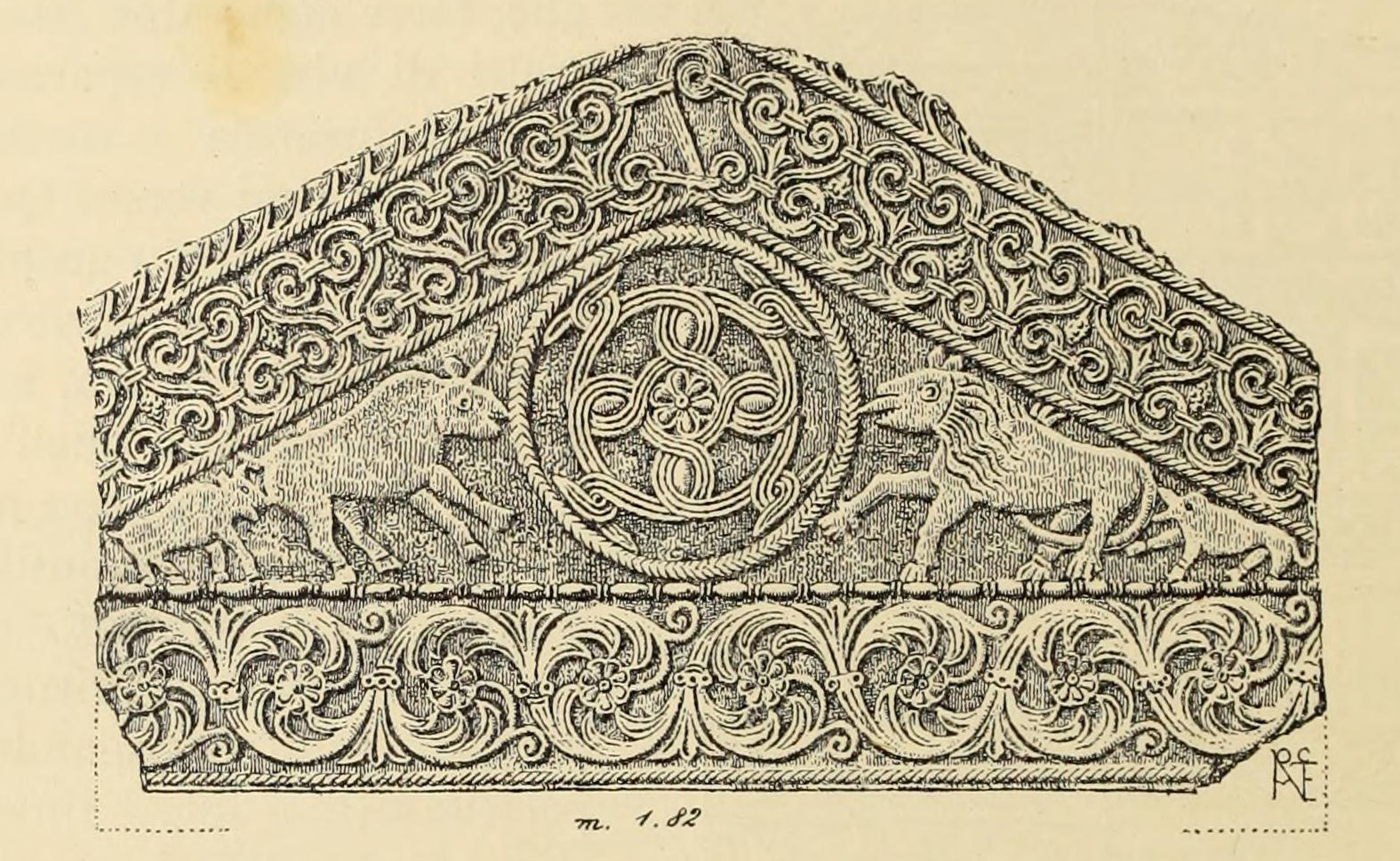
Raffaele Cattaneo, rilievo autografo di un frammento di timpano di Santa Maria in Valle per il suo volume L'architettura in Italia dal secolo VI al mille circa.

Per quanto riguarda la parte rilevante, cioè il contenuto dell'opera, è da notare l'introduzione di una metodica precocemente moderna basata sull'osservazione diretta di monumenti e reperti e su una meticolosa ricerca ed attenzione ai documenti epigrafici "sincroni", secondo gli insegnamenti del Cordero. L'edizione è poi – nei limiti della tecnologia effettivamente disponibile al tempo – meticolosamente corredata di molte illustrazioni ottenendo la perfetta integrazione in un testo unitario di parole e immagini. Vale la pena ricordare la fonte delle 170 incisioni: 63 sono tratte dai disegni di Cattaneo e firmate col suo caratteristico monogramma, 46 sono firmate da Giovanni Culluri (un collaboratore di Ongania) realizzate in parte sulla base delle fotografie scattate da Cattaneo stesso, 36 sono tratte pubblicazioni di alcuni altri autori (che Cattaneo «perché non sembri che io mi voglia far bello con le penne del pavone» fece segnalare in didascalia con un asterisco) ed infine una 23 sono mappe (da notare che fra queste ultime 4 sono segnalate co l'asterisco, indicativo del fatto che le altre fossero tutte state rilevate da Cattaneo).
Sebbene tutti i testi di storia dell'arte più vecchi debbano subire il vaglio e l'integrazione delle successive ricerche, buona parte delle conclusioni di Cattaneo – e nonostante la loro originalità – trovano ancor oggi approvazione come ad esempio la ripresa e conferma contemporanea delle sue osservazioni e valutazioni sugli elementi della cappella di San Zenone in Santa Prassede e sul ciborio di San Giorgio in Valpolicella e l'attualità del suo metodo, nella lettura del contenuto e della morfologia dell'epigrafe sulla tomba dell'arcivescovo Ansperto, per la datazione di Sant'Ambrogio.

### La fine
Cattaneo non ebbe modo di godere di questi suoi successi, anzi non vide finite alcune sue opere e si dovette scontrare in una lite giudiziaria con l'editore Ongania (1889). Nel 1889, pochi giorni dopo l'assegnazione di una vitalizio da parte della Santa Sede, già indebolito da anni di tisi, si spense prematuramente e repentinamente per una grave infezione di vaiolo. Con Cattaneo scomparve anche il suo ricchissimo archivio di fotografie, che Ongania lamenta già disperso l'anno successivo alla morte.
L'opera di storico dell'architettura di Cattaneo non era destinata a fermarsi al punto che sappiamo: da una sua lettera al fratello Uberto e dalla commemorazione di Ongania abbiamo notizia che era in procinto di iniziare una pubblicazione "di lusso" sulle basiliche romane, pubblicazione propostagli nella primavera 1888 da un editore rimasto sconosciuto.

## Onorificenze
Quanto ai due cavalierati il fratello Uberto cita solo l'Ordine di San Silvestro mentre Ongania cita soltanto quello di San Gregorio, non è chiaro se sia un errore o fosse stato insignito di entrambi.

### Scritti di Raffaele Cattaneo
- Raffaele Cattaneo, Alcune parole intorno ai restauri del S. Francesco di Bologna, Venezia, Tipografia Emiliana, 1887.
- Raffaele Cattaneo, Alcune altre parole intorno ai restauri del San Francesco di Bologna: risposta al signor Collamarini, Bologna, Società Tipografica già Compositori, 1887.
- Raffaele Cattaneo, L'architettura in Italia dal secolo VI al mille circa – ricerche storico-critiche, illustrazioni di Raffaele Cattaneo e Giovanni Culluri, Venezia, Ongania, 1888, OCLC 2354779. URL consultato il 15 febbraio 2019.
- AA.VV., La Basilica di San Marco in Venezia illustrata nella storia e nell'arte da scrittori veneziani, 1, 2, Venezia, Ongania, 1888-1893.

### Scritti su Raffaele Cattaneo
- Luca Beltrami, Raffaele Cattaneo e la sua opera "L'architettura in Italia dal secolo VI al Mille circa", in Archivio storico dell'arte, vol. 2, n. 1, Roma, Ermanno Loescher, 1889,  pp. 468-477.
- Luca Beltrami, La decorazione del nartece nella Basilica di S. Lorenzo in Roma e la tomba di Pio Nono, in L'Edilizia moderna, vol. 3, Milano, Arturo Demarchi, 1892,  pp. 41-43, 51-54, XXIV, XXV, XXXIII.
- Fortunato Giavarini, L'architetto Raffaele Cattaneo, Rovigo, Istituto veneto di arti grafiche, 1941.
- AA.VV., La chiesa della Salute di Mestre, Venezia, Parrcocchia di Santa Maria della Speranza, 1988.
- Antonella Ballardini, Da ornamento a monumento: la scultura altomedievale nella storiografia del secondo Ottocento, in Arturo Carlo Quintavalle (a cura di), Medioevo: immagine e memoria – atti del Convegno internazionale di studi, Milano, Electa, 2009,  pp. 109-126.
- Antonella Ballardini, Raffaele Cattaneo, Venezia, San Marco, in Atti e Memorie dell'Ateneo Veneto, rivista di lettere, scienze ed art, CC terza serie, 12/I, Venezia, 2013,  pp. 149-168.
- Antonella Ballardini, Scultura in pezzi: appunti sulla scultura alto medievale di Santa Prassede., in Summa, n. 9, Barcellona, Universitat de Barcelona, 2017,  pp. 5-28.
- Roberto Cassanelli, Il complesso monastico di S. Maria d'Aurona. Architettura e liturgia a Milano tra età longobarda e carolingia, in Hortus Artium Medievalium, Journal of the International Research Center for Late Antiquity and Middle Age, vol. 23, n. 1, Turnhout (Belgio), Brepols, 2017,  pp. 114-122.